# 36
| Calendário gregoriano                                                        | 36 XXXVI        |
| Ab urbe condita                                                              | 789             |
| Calendário arménio                                                           | -516 – -515     |
| Calendário bahá'í                                                            | -1808 – -1807   |
| Calendário budista                                                           | 580             |
| Calendário chinês                                                            | 2732 – 2733     |
| Calendário copta                                                             | -248 – -247     |
| Calendário etíope                                                            | 28 – 29         |
| Calendários hindus - Vikram Samvat - Calendário nacional indiano - Cáli Iuga | 91 – 92 N/A     |
| Calendário Holoceno                                                          | 10036           |
| Calendário islâmico                                                          | 604 BH – 603 BH |
| Calendário judaico                                                           | 3796 – 3797     |
| Calendário persa                                                             | 586 BP – 585 BP |
| Calendário rúnico                                                            | 286             |
| Calendário solar tailandês                                                   | 579             |

36 (XXXVI na numeração romana) foi um ano bissexto do século I do Calendário Juliano, da Era de Cristo, as suas letras dominicais foram A e G (52 semanas), teve início a um domingo e terminou a uma segunda-feira.
| Ano completo                       |
| ---------------------------------- |
| Ano bissexto com início ao domingo |

## Eventos
- Primeiro registro das Perseidas, uma chuva de meteoros que ocorre todos os anos no mês de agosto.[1]